# Franck Baylies
Franck Leaman Baylies, né le 23 septembre 1895 à New Bedford et mort le 16 ou le 17 juin 1918 dans la Somme, est un As de l'aviation américain de la Grande Guerre.

## Biographie
Né le 23 septembre 1895 à New Bedford (Massachusetts) dans une famille aisée de négociants de Nouvelle-Angleterre, il s'engage, alors qu'il est étudiant, dans l'American Ambulance Service pour y servir la cause des alliés le 26 février 1916, alors que les États-Unis sont encore neutres à cette période du conflit. Il sert en France à Verdun, puis sur le front des Balkans à Salonique où un pilote local lui offre un baptême de l'air, ce qui le décide à devenir lui-même pilote. Il décide alors de s'engager dans la Légion étrangère française au titre de l'aviation le 26 mai 1917.
Élève pilote le 1er juin 1917, il est breveté le 20 septembre et rejoint la SPA 73 le 16 novembre 1917, puis la Spa 3 le 1er décembre suivant.
Le jeune aviateur américain s'avère rapidement un véritable virtuose du combat aérien. En quelques semaines, de février à juin 1918, il enregistre douze victoires homologuées. Il remporte plusieurs victoires en faisant équipe avec André Dubonnet, un des héritiers de la célèbre marque d'apéritifs.
Le sergent pilote Baylies est abattu en combat aérien le 16 juin 1918 à Arvillers (Somme).

## Distinctions
Il est reconnu « Mort pour la France ».

## Source
Fiches de Franck Baylies sur Mémoire des Hommes